# Sydney (Nova Scotia)
Sydney (Gaelic: Baile Shidni) is een stedelijke gemeenschap (Engels: urban community) in de Cape Breton Regional Municipality van de Canadese provincie Nova Scotia.
Sydney is met 24.115 inwoners het grootste stedelijke centrum van het Cape Bretoneiland. De plaats vormt samen met Sydney Mines, North Sydney, New Waterford en Glace Bay de Industriële Kaap-Breton-streek (Industrial Cape Breton).
De bestuurseenheid is dus de Cape Breton Regional Municipality (CBRM). Daarin is opgenomen: de voormalige stad Sydney en de voormalige gemeentes Glace Bay, Sydney Mines, New Waterford, North Sydney, Dominion en Louisbourg.

## Geschiedenis
Sydney werd gesticht in 1785 en kreeg in 1904 officieel de status van stad. Sinds 1 augustus 1995 is het geen afzonderlijke stad meer daar het werd toegevoegd aan de Regional Municipality.
Reeds eind 19e eeuw had Sydney een belangrijke metaalnijverheid. Er werd van 1895 tot 1966 staal geproduceerd met erts uit de mijnen van Bell Island in Newfoundland.

## Geboren
- Arthur McDonald (1943), astrofysicus en Nobelprijswinnaar (2015)